# 吉見信一
吉見 信一（よしみ　のぶかず、1894年（明治27年）5月22日 -  1988年(昭和63年)5月18日）は、日本海軍の軍人として太平洋戦争を戦った海軍少将。戦後は慶應義塾大学医学部を卒業し、医師として活躍した。娘の夫は後宮虎郎。

## 略歴

### 海軍軍人として
海軍中将・吉見乾海の長男として江田島に生まれる。弟の吉見博之は後に主計大尉となった。祖父の吉見雲台は越後長岡藩医で戊辰戦争で戦死している。小田原中学、広島一中を経て海軍兵学校入校。1915年(大正4年)12月同校卒業(第43期)。同期生に矢野志加三、中澤佑、高木惣吉らがいる。
海軍砲術学校高等科学生を卒業し、「帆風」砲術長、「霧島」分隊長、「対馬」砲術長、「陸奥」分隊長等を経て海軍少佐に進級。「球磨」砲術長、「長門」副砲長、「赤城」砲術長、「澤風」駆逐艦長、「勢多」艦長、「出雲」副長、「山城」副長と艦船勤務が多く、地上勤務は海軍経理学校教官、横須賀鎮守府軍需部員などであった。
呉鎮守府人事部第三課長在職中の1940年(昭和15年)11月海軍大佐へ進級。上海在勤武官府附等を経て、1943年(昭和18年)7月13日第64警備隊司令に就任。終戦までマーシャル諸島のウォッゼ島の守備にあたった。1944年(昭和19年)10月15日、海軍少将に昇進。卒業席次が95名中89位の吉見は同期の出世頭より大佐昇進は4年、少将昇進は2年遅れであった。
1948年（昭和23年）3月31日、公職追放仮指定を受けた。

### 医師として
戦後復員した吉見は、医師として再出発することを決意する。中学時代に岡山医専に合格し海兵に進んだという経緯はあったが、既に51歳という年齢でそもそも医学部が入学を認めてくれるのかという問題があった。幾つかの大学に相談しても遠慮してほしいという回答であったが、慶應義塾大学医学部長・西野忠次郎に面会したところ、「学問に年齢は関係ありません。入試に合格すれば入学できます。」との回答を受け、東大を目指す長男と共に受験勉強に励み慶應義塾大学部医学部に合格。ともに大学入学を果たす。
卒業後の1952年(昭和27年)7月「吉見小児科医院」を開業。しかしながら経済力の無い患者からは100円しか診察料を取らないなど経営は難しく、船医として世界中を回ることとなる。嘗て部下を失った海域にさしかかると黙祷を捧げる吉見の姿が見られた。埼玉の老人専門病院に招かれ老人医療にあたるが、見舞いもしない家族に嘆いていた。自らを｢三等医者｣と称していたが、吉見の葬儀に寄せられた香典袋の中にあった手紙には、雪の中を往診した吉見に幼い子供の命を助けられた親からの感謝の言葉が綴られていた。

## 吉見氏
長岡藩士として続いた吉見氏は、代々医術に優れ、幕末には大槻玄沢や松本良順、緒方洪庵に蘭学を学んだ。祖父の吉見雲台は、白虎隊士・飯沼貞吉を治療した人物である。